# نزار اشرف
نزار اشرف (انگلیسی: Nazar Ashraf؛ زادهٔ ۲ نوامبر ۱۹۵۳) بازیکن و مربی فوتبال اهل عراق بود.
از باشگاه‌هایی که در آن بازی کرده‌است می‌توان به باشگاه ورزشی الطلبه عراق اشاره کرد. وی به‌همراه تیم ملی فوتبال عراق در بازی‌های المپیک تابستانی ۱۹۸۰ شرکت کرده‌است.